# John Cecil Holm
John Cecil Holm (4 de noviembre de 1904-24 de octubre de 1981) fue un dramaturgo, director y actor teatral de nacionalidad estadounidense.  

## Biografía
Nacido en Filadelfia, Pensilvania (Estados Unidos), fue
Sobre todo conocido por su pieza teatral de 1935 Three Men on a Horse, escrita en colaboración con George Abbott.
Holm falleció en Westerly, Rhode Island (Estados Unidos), en 1981. Había estado casado con Dolores L. Boland y con Faith Brown.

## Actuaciones teatrales en Broadway
- 1932 : Bloodstream
- 1932 : Dangerous Corner
- 1933 : Mary of Scotland
- 1962 : Mr. President